# 東宿町
東宿町（ひがしじゅくちょう）は、愛知県名古屋市中村区の地名。現行行政地名は東宿町1丁目から東宿町3丁目。住居表示未実施。

## 地理
名古屋市中村区北西部に位置する。東は中村町、北西は宿跡町に接する。

## 歴史

### 地名の由来
当地が中世における鎌倉街道の萱津宿の東宿の跡にあたることによるという。

### 沿革
- 1933年（昭和8年）7月1日 - 西区稲葉地町・中村町・日比津町の各一部により、同区東宿町として成立[1]。
- 1937年（昭和12年）10月1日 - 中村区に編入され、同区東宿町となる[1]。
- 1947年（昭和22年）5月20日 - 日比津町字中諏訪野・字河原屋敷の各一部を東宿町1丁目に編入する[4]。

## 世帯数と人口
2019年（平成31年）2月1日現在の世帯数と人口は以下の通りである。
| 町丁   | 世帯数  | 人口    |
| ------ | ------- | ------- |
| 東宿町 | 752世帯 | 1,485人 |

### 人口の変遷
国勢調査による人口の推移
| 1950年（昭和25年） | 980人   | [ 5 ]     |  |
| 1955年（昭和30年） | 1,090人 | [ 5 ]     |  |
| 1960年（昭和35年） | 1,283人 | [ 6 ]     |  |
| 1965年（昭和40年） | 1,514人 | [ 6 ]     |  |
| 1970年（昭和45年） | 1,656人 | [ 7 ]     |  |
| 1975年（昭和50年） | 1,523人 | [ 7 ]     |  |
| 1980年（昭和55年） | 1,335人 | [ 8 ]     |  |
| 1985年（昭和60年） | 1,310人 | [ 8 ]     |  |
| 1990年（平成2年）  | 1,411人 | [ 9 ]     |  |
| 1995年（平成7年）  | 1,465人 | [ 10 ]    |  |
| 2000年（平成12年） | 1,353人 | [ WEB 6 ] |  |
| 2005年（平成17年） | 1,291人 | [ WEB 7 ] |  |
| 2010年（平成22年） | 1,343人 | [ WEB 8 ] |  |
| 2015年（平成27年） | 1,414人 | [ WEB 9 ] |  |

## 学区
市立小・中学校に通う場合、学校等は以下の通りとなる。また、公立高等学校に通う場合の学区は以下の通りとなる。
| 番・番地等 | 小学校                 | 中学校               | 高等学校 |
| ---------- | ---------------------- | -------------------- | -------- |
| 全域       | 名古屋市立稲葉地小学校 | 名古屋市立豊正中学校 | 尾張学区 |

## 施設
- 中村公園児童公園[2]
- 明神社[2]
- 臨済宗妙心寺派・観音禅寺[2]
- 日本イエス・キリスト教団名古屋教会
- 東宿公園
- 山本洋品雑貨・名古屋営業部
- ロイヤル
- 上野機設
- 若葉・就労継続支援施設「クローバー」
- ほねつぎ・立松接骨院

## その他

### 日本郵便
- 郵便番号 : 453-0063[WEB 3]（集配局：中村郵便局[WEB 12]）。

### WEB
1. 1 2  “愛知県名古屋市中村区の町丁・字一覧”.   人口統計ラボ. 2016年2月12日閲覧。
2. 1 2  “町・丁目(大字)別、年齢(10歳階級)別公簿人口(全市・区別)”.   名古屋市 (2019年2月20日). 2019年2月20日閲覧。
3. 1 2  “郵便番号”.  日本郵便. 2019年2月10日閲覧。
4. ↑  “市外局番の一覧”.   総務省. 2019年1月6日閲覧。
5. ↑  名古屋市役所市民経済局地域振興部住民課町名表示係 (2015年10月21日). “中村区の町名一覧”.   名古屋市. 2016年1月29日閲覧。
6. ↑  名古屋市役所総務局企画部統計課統計係 (2005年7月1日). “（刊行物）名古屋の町(大字)・丁目別人口 (平成12年国勢調査) (5)中村区(第1表から第3表)” (xls). 2015年10月16日閲覧。
7. ↑  名古屋市役所総務局企画部統計課統計係 (2007年6月27日). “（刊行物）名古屋の町(大字)・丁目別人口 (平成17年国勢調査) (5)中村区(第1表から第3表）” (xls). 2015年10月15日閲覧。
8. ↑  名古屋市役所総務局企画部統計課統計係 (2012年4月22日). “（刊行物）名古屋の町(大字)・丁目別人口 (平成22年国勢調査) (5)中村区(第1表から第3表）” (xls). 2015年10月15日閲覧。
9. ↑  名古屋市役所総務局企画部統計課統計係 (2016年3月31日). “（刊行物）名古屋の町(大字)・丁目別人口 (平成27年国勢調査) (5)中村区(第1表から第3表）” (xls). 2016年7月28日閲覧。
10. ↑  “市立小・中学校の通学区域一覧”.   名古屋市 (2018年11月10日). 2019年1月14日閲覧。
11. ↑  “平成29年度以降の愛知県公立高等学校（全日制課程）入学者選抜における通学区域並びに群及びグループ分け案について”.   愛知県教育委員会 (2015年2月16日). 2019年1月14日閲覧。
12. ↑  郵便番号簿 平成29年度版 - 日本郵便. 2019年02月26日閲覧 (PDF)

### 書籍
1. 1 2 3  名古屋市計画局 1992, p. 773.
2. 1 2 3 4 5  「角川日本地名大辞典」編纂委員会 1989, p. 1501.
3. ↑  名古屋市計画局 1992, p. 273.
4. ↑  中村区制施行50周年記念事業実行委員会記念誌編集委員会 1987, p. 439.
5. 1 2  名古屋市総務局企画室統計課 1957, p. 78.
6. 1 2  名古屋市総務局企画部統計課 1967, p. 73.
7. 1 2  名古屋市総務局統計課 1977, p. 47.
8. 1 2  名古屋市総務局統計課 1986, p. 46.
9. ↑  名古屋市総務局企画部統計課 1991, p. 28.
10. ↑  名古屋市総務局企画部統計課 1996, p. 72.

### 統計資料
- 名古屋市総務局企画室統計課 編『昭和31年版 名古屋市統計年鑑』名古屋市、1957年。
- 名古屋市総務局企画部統計課 編『昭和41年版 名古屋市統計年鑑』名古屋市、1967年。
- 名古屋市総務局統計課 編『昭和51年版 名古屋市統計年鑑』名古屋市、1977年。
- 名古屋市総務局統計課 編『昭和60年国勢調査 名古屋の町・丁目別人口（昭和60年10月1日現在）』名古屋市役所、1986年。
- 名古屋市総務局企画部統計課 編『平成2年国勢調査 名古屋の町（大字）別・年齢別人口（平成2年10月1日現在）』名古屋市役所、1994年。
- 名古屋市総務局企画部統計課 編『平成7年国勢調査 名古屋の町（大字）・丁目別人口（平成7年10月1日現在）』名古屋市役所、1996年。